# Сексмисия
„Сексмисия“ (на полски: „Seksmisja“) е полска комедия от 1983 г., на режисьора Юлюш Махулски. Премиерата на филма е на 14 май 1984 г. в Полска народна република. Носител на награда Златна патица в категории най-добър полски филм през 1984 г. и Полската филмова комедия по повод на 100-годишнината от полското кино, и Гдански сребърни лъвове – главна награда и в категория най-добра сценография.
Филмът е заснет в Полша: в солната мина във Величка и Леба, докато вилата на Нейно Превъзходителство се намира в близост до Лодз.
Полската версия е цензурирана. Поради тази причина филмът е три минути по-кратък, отколкото в други страни. Сред премахнатите сцени е тази, в която Макс казва:
| „            | Нека да отидем на изток. Там трябва да има някакъв вид цивилизация…? | “ |
| Макс Парадис |                                                                      |   |

Това е алюзия на зависимост на полските власти от СССР. Това изречение е номинирано за наградата Златна Патица, за най-добра фраза.

## Сюжет
Внимание:  Текстът по-долу разкрива сюжета на произведението (или части от него)!
Двама мъже – Алберт и Макс се подлагат на смел експеримент: замразяване и връщане към живот, за да се установи научно как този процес се отразява на човешкия организъм. За нещастие, размразяването не се извършва в определения срок, а 50 години по-късно.
През това време Земята е станала жертва на ядрена война и от човечеството е оцеляла само група жени, които, за да избегнат радиацията са организирали свое общество под земята. Тъй като за тях настъпилата катастрофа е следствие от агресивността на мъжете, те не допускат силния пол в своето общество. По тази причина Макс и Алберт трябва да се превърнат в жени. В опита си да избягат от застрашаващата ги ситуация, те излизат на повърхността и така се стига до неочаквана развръзка…

## Актьорски състав
В ролите:
| Актьор              | Роля                        |
| ------------------- | --------------------------- |
| Йежи Щур            | Макс Парадис                |
| Олгерд Лукашевич    | Алберт Старски              |
| Божена Стрийковна   | Ламиа Рено                  |
| Богуслава Павелец   | Ема Дакс                    |
| Ханна Станковна     | Текля                       |
| Беата Тишкевич      | Берна                       |
| Ришарда Ханин       | Доктор Ядвига Янда          |
| Дорота Сталинска    | Журналистка                 |
| Януш Михаловски     | Професор Виктор Купелвайсер |
| Веслав Михниковски  | Нейно Превъзходителство     |
| Ева Шикулска        | Инструкторка                |
| Тереса Макарска     | Фалшив Алберт               |
| Елжбета Яшинска     | Фалшив Макс                 |
| Гражина Треля       | Пазач в мина                |
| Зофия Плевинска     | Съпруга на Макс             |
| Пьотър Стефаняк     | Асистент на професора       |
| Юлюш Любич-Лисовски | Баща на Алберт              |
| Ханна Микуч         | Линда                       |
| Елжбета Зайонцовна  | Заяцонна                    |

## Награди
| Година | Място                   | Награда                 | Категория                                                                                                  | Номиниран(и)   | Резултат  |
| ------ | ----------------------- | ----------------------- | --- | -------------- | --------- |
| 1984   | Филмов фестивал в Гдиня | Гдански сребърни лъвове | Главна награда                                                                                             | Юлюш Махулски  | награда   |
| 1984   | Филмов фестивал в Гдиня | Гдански бронзови лъвове | Най-добра сценография                                                                                      | Януш Сосновски | награда   |
| 1984   | Филмов фестивал в Гдиня | Гдански златни лъвове   | Специална награда на журито                                                                                | Юлюш Махулски  | номинация |
| 1984   | Любушко филмово лято    | Специална награда       | Награда на Полската федерация на филмовите дискусионни клубове за филма с най-висока избирателна активност | Юлюш Махулски  | награда   |
| 1985   | Любушко филмово лято    | Варшавска сиренка       | Най-добър игрален филм                                                                                     | Юлюш Махулски  | награда   |
| 1985   | Списание Филм           | Златна патица           | Най-добър полски филм                                                                                      | Юлюш Махулски  | награда   |
| 2007   | Списание Филм           | Златна патица           | Най-добра сентенция                                                                                        | Юлюш Махулски  | номинация |
| 2008   | Списание Филм           | Златна патица           | Полска комедия на столетието                                                                               | Юлюш Махулски  | награда   |
| 2008   | Списание Филм           | Златна патица           | Мъжка роля на столетие                                                                                     | Йежи Щур       | награда   |